# Rawajaya
Rawajaya is een bestuurslaag in het regentschap Cilacap van de provincie Midden-Java, Indonesië. Rawajaya telt 10.727 inwoners (volkstelling 2010).